# Софія Тренчовська
Софія Тренчовська (мак. Софија Тренчовска, 9 жовтня 1975, Струмиця, Соціалістична Республіка Македонія) — письменниця, редактор, продюсер, філолог та культурний діяч з Північної Македонії, яка проживає у Великій Британії.
За фахом вона — дипломований філолог з македонської та південнослов'янської літератури. Її спеціалізація — збереження, оцифровування та популяризація літератури. З 2007 року вона є головним редактором проєкту «Растко — Македонія», цифрової бібліотеки македонської культури та спадщини.

## Біографія
Початкову та середню економічну школу закінчила у своєму місті. Потім закінчила філологічний факультет імені «Блаже Конеського» — кафедра македонської та південнослов'янської літератури (спеціальність загальна та порівняльна література) в університеті св. Кирила і Мефодія в Скоп'є. На цьому ж факультеті захистила магістерську роботу «Міфопоетика в ранніх п'єсах Йордана Плевнеша» 2015 року, а також відвідувала аспірантуру.